# Internationale Cricket-Saison 1965
Die internationale Cricket-Saison 1965 fand zwischen Mai 1965 und September 1965 statt. Als Sommersaison wurden vorwiegend Heimspiele der Mannschaften aus Europa ausgetragen.

## Überblick

### Internationale Touren
| Beginn        | Heimteam | Auswärtsteam | Resultate | Artikel |
| Beginn        | Heimteam | Auswärtsteam | Test      | Artikel |
| ------------- | -------- | ------------ | --------- | ------- |
| 27. Mai 1965  | England  | Neuseeland   | 3–0 [3]   | Artikel |
| 22. Juli 1965 | England  | Südafrika    | 0–1 [3]   | Artikel |

## Nationale Meisterschaften
Aufgeführt sind die nationalen Meisterschaften der Full Member des ICC.
| Land    | First-Class              | List A            |
| ------- | ------------------------ | ----------------- |
| England | County Championship 1965 | Gillette Cup 1965 |